# 登琨豔
登琨豔（1951年—），生於台灣高雄市設計師、舞台設計師、裝置藝術家，師承著名建築師漢寶德。現居上海。

## 簡歷
登琨豔畢業於屏東農專農藝科，畢業後，至台中東海大學建築系旁聽漢寶德的課程兩年，成為他的弟子與助手。
1985年，在台北成立個人工作室。以代表作－舊情綿綿咖啡廳，以及現代啟示錄啤酒館，轟動了台北藝文界。
1990年結束歐洲流浪歷程，並選擇在上海落地生根。他選擇了蘇州河畔的一個舊倉庫，並把它改裝成工作室。此拲吸引了很多人到他的工作室參觀，並引起當地其他藝術工作者仿效，紛紛把周遭的倉庫改建，從而成功阻止了上海市把這一帶富歷史意義的建築物拉倒。就此，他獲得聯合國教科文組頒獎，表揚他在保護文化方面的工作。其後，他更獲得上海市楊浦區區政府邀請，作為黃浦江畔舊工業區的改建工程的顧問，后因种种原因，被迫迁出杨树浦路上的上海滨江创意产业园。

## 作品列表
- 台北《舊情綿綿咖啡廳》
- 上海《登琨艷工作室》